# 潘克廉
潘克廉，中华民国籃球運動員，早年就讀仿林中學，取得美國春田大學體育碩士，1950年代代表中華民國男籃出賽，第二屆馬尼拉亞運會籃球隊隊員之一，曾任香港中文大學及聯合書院籃球教練及無線電視籃球評述員。

## 运动员生涯
1954年第2屆世界盃男籃賽，輪由南美洲的足球王國巴西，原在聖保羅舉辦。但該國正、副總統政治較勁，在開賽前聖保羅的大體育館的屋頂，還沒蓋好。 球賽就遷到巴西另一大城里約熱內盧舉行，當時里約熱內盧已蓋好一座可容納35000 觀眾的巨蛋體育館。 中華男籃隊勇奪第5名。当时潘克廉先生正在队中任主力队员。

## 少林自然門
在眾多的氣功流派中，自然門是中國極其罕見的一個派別，始於古代魏晉時期，流傳於四川一帶，蹤跡隱秘，少為外人所知。自然門功法有動功十八式，自然氣吐納功及自發功。功力之集成取自大自然，「自然而然」為本門之座右銘。
潘克廉老師服務香港中文大學二十七年，自一九七零年得自然門傳人納為弟子，八零年被立為傳人，開始傳授功法，選收入門弟子。

## 外部連結
- 潘克廉在fiba.basketball（英语）
- 潘克廉在archive.fiba.com（archived）（英语）
- 台灣籃球史